# Verwaltungsgliederung des Deutschen Reichs 1871
In diesem Artikel wird die Verwaltungsgliederung bei der Gründung des Deutschen Reichs 1871 beschrieben. Die Einwohnerzahlen der Bundesstaaten 1871 werden dort angegeben vgl. Deutsches Kaiserreich. Die Einwohnerzahlen der Bundesstaaten 1871, der Verwaltungsbezirke und Mittelinstanzen wurden den Ergebnissen der Volkszählung vom 1. Dezember 1871 entnommen.

## Länder des Deutschen Reichs
| Land                                  | Einwohner  | Hauptstadt     |
| ------------------------------------- | ---------- | -------------- |
| Herzogtum Anhalt                      | 203.437    | Dessau         |
| Großherzogtum Baden                   | 1.461.562  | Karlsruhe      |
| Königreich Bayern                     | 4.863.450  | München        |
| Herzogtum Braunschweig                | 312.170    | Braunschweig   |
| Freie Hansestadt Bremen               | 122.402    | Bremen         |
| Reichsland Elsass-Lothringen          | 1.549.738  | Straßburg      |
| Freie und Hansestadt Hamburg          | 338.974    | -              |
| Großherzogtum Hessen                  | 852.894    | Darmstadt      |
| Herzogtum Lauenburg                   | 49.651     | Lauenburg/Elbe |
| Fürstentum Lippe                      | 111.135    | Detmold        |
| Freie und Hansestadt Lübeck           | 52.158     | -              |
| Großherzogtum Mecklenburg-Schwerin    | 557.707    | Schwerin       |
| Großherzogtum Mecklenburg-Strelitz    | 96.982     | Neustrelitz    |
| Großherzogtum Oldenburg               | 314.591    | Oldenburg      |
| Königreich Preußen                    | 24.643.415 | Berlin         |
| Fürstentum Reuß ältere Linie          | 45.094     | Greiz          |
| Fürstentum Reuß jüngere Linie         | 89.032     | Gera           |
| Königreich Sachsen                    | 2.556.244  | Dresden        |
| Herzogtum Sachsen-Altenburg           | 142.122    | Altenburg      |
| Herzogtum Sachsen-Coburg und Gotha    | 174.339    | Coburg/Gotha   |
| Herzogtum Sachsen-Meiningen           | 187.957    | Meiningen      |
| Großherzogtum Sachsen-Weimar-Eisenach | 286.183    | Weimar         |
| Fürstentum Schaumburg-Lippe           | 32.059     | Bückeburg      |
| Fürstentum Schwarzburg-Rudolstadt     | 75.523     | Rudolstadt     |
| Fürstentum Schwarzburg-Sondershausen  | 67.191     | Sondershausen  |
| Fürstentum Waldeck und Pyrmont        | 56.224     | Arolsen        |
| Königreich Württemberg                | 1.818.539  | Stuttgart      |
| Deutsches Kaiserreich                 | 41.058.792 | Berlin         |

## Herzogtum Anhalt
Das Herzogtum Anhalt gliederte sich in 5 Kreise. Alle Städte waren kreisangehörig.
| Kreis       | Einwohner |
| ----------- | --------- |
| Ballenstedt | 25.623    |
| Bernburg    | 53.940    |
| Dessau      | 45.353    |
| Köthen      | 42.361    |
| Zerbst      | 36.077    |

## Großherzogtum Baden
Die Landeskommissärbezirke entsprachen Regierungsbezirken und die Bezirksämter entsprachen Landkreisen. Es gab keine kreisfreien Städte. Die Landeskommissärbezirke waren von der Landesregierung eingesetzte Beamte. Mehrere Bezirksämter wurden zu Kreisen, den sogenannten Kreisverbänden zusammengeschlossen.
| Bezirksamt                     | Einwohner |
| ------------------------------ | --------- |
| Breisach                       | 21.121    |
| Emmendingen                    | 39.459    |
| Ettenheim                      | 25.845    |
| Freiburg i. Br.                | 53.822    |
| Kenzingen                      | [ 3 ]     |
| Neustadt                       | 15.380    |
| Staufen                        | 20.036    |
| Waldkirch                      | 20.351    |
| Kreisverband                   | Einwohner |
| Kreis Freiburg                 | 195.941   |
| Bezirksamt                     | Einwohner |
| Lörrach                        | 35.321    |
| Müllheim                       | 22.411    |
| Schönau                        | 14.196    |
| Schopfheim                     | 19.292    |
| Kreisverband                   | Einwohner |
| Kreis Lörrach                  | 91.204    |
| Bezirksamt                     | Einwohner |
| Gengenbach                     | [ 4 ]     |
| Kork                           | 25.684    |
| Lahr                           | 31.418    |
| Oberkirch                      | 17.662    |
| Offenburg                      | 48.475    |
| Wolfach                        | 24.429    |
| Kreisverband                   | Einwohner |
| Kreis Offenburg                | 147.642   |
| Landeskommissärbezirk Freiburg | 434.787   |

| Bezirksamt                      | Einwohner |
| ------------------------------- | --------- |
| Achern                          | 21.499    |
| Baden                           | 21.445    |
| Bühl                            | 27.722    |
| Gernsbach                       | [ 5 ]     |
| Rastatt                         | 55.040    |
| Kreisverband                    | Einwohner |
| Kreis Baden                     | 125.672   |
| Bezirksamt                      | Einwohner |
| Bretten                         | 22.853    |
| Bruchsal                        | 52.646    |
| Durlach                         | 28.244    |
| Ettlingen                       | 19.784    |
| Karlsruhe                       | 67.230    |
| Pforzheim                       | 49.282    |
| Kreisverband                    | Einwohner |
| Kreis Karlsruhe                 | 240.034   |
| Landeskommissärbezirk Karlsruhe | 365.706   |

| Bezirksamt                     | Einwohner |
| ------------------------------ | --------- |
| Engen                          | 21.482    |
| Konstanz                       | 35.218    |
| Meßkirch                       | 15.124    |
| Pfullendorf                    | 9.028     |
| Radolfzell                     | [ 6 ]     |
| Stockach                       | 19.818    |
| Überlingen                     | 25.584    |
| Kreisverband                   | Einwohner |
| Kreis Konstanz                 | 126.208   |
| Bezirksamt                     | Einwohner |
| Donaueschingen                 | 24.279    |
| Triberg                        | 21.719    |
| Villingen                      | 23.833    |
| Kreisverband                   | Einwohner |
| Kreis Villingen                | 69.859    |
| Bezirksamt                     | Einwohner |
| Bonndorf                       | 16.959    |
| Jestetten                      | [ 7 ]     |
| St. Blasien                    | 10.294    |
| Säckingen                      | 18.241    |
| Waldshut                       | 34.684    |
| Kreisverband                   | Einwohner |
| Kreis Waldshut                 | 80.196    |
| Landeskommissärbezirk Konstanz | 276.263   |

| Bezirksamt                     | Einwohner |
| ------------------------------ | --------- |
| Eppingen                       | 17.235    |
| Heidelberg                     | 60.682    |
| Sinsheim                       | 34.712    |
| Wiesloch                       | 18.957    |
| Kreisverband                   | Einwohner |
| Kreis Heidelberg               | 131.578   |
| Bezirksamt                     | Einwohner |
| Mannheim                       | 57.609    |
| Schwetzingen                   | 25.989    |
| Weinheim                       | 17.605    |
| Kreisverband                   | Einwohner |
| Kreis Mannheim                 | 101.242   |
| Bezirksamt                     | Einwohner |
| Adelsheim                      | 14.950    |
| Boxberg                        | [ 8 ]     |
| Buchen                         | 20.479    |
| Eberbach                       | 13.243    |
| Mosbach                        | 30.674    |
| Tauberbischofsheim             | 45.611    |
| Walldürn                       | [ 9 ]     |
| Wertheim                       | 26.906    |
| Kreisverband                   | Einwohner |
| Kreis Mosbach                  | 151.852   |
| Landeskommissärbezirk Mannheim | 384.672   |

## Königreich Bayern
Im Königreich Bayern entsprachen die Kreise den Regierungsbezirken, die kreisunmittelbaren Städte den kreisfreien Städten und die Bezirksämter den Landkreisen.
| Kreisunmittelbare Stadt  | Einwohner |
| ------------------------ | --------- |
| Ansbach                  | 12.636    |
| Dinkelsbühl              | 5.212     |
| Eichstätt                | 7.013     |
| Erlangen                 | 12.510    |
| Fürth                    | 24.577    |
| Nürnberg                 | 83.214    |
| Rothenburg ob der Tauber | 5.382     |
| Schwabach                | 6.702     |
| Weißenburg in Bayern     | 5.148     |
| Bezirksamt               | Einwohner |
| Ansbach                  | 24.612    |
| Beilngries               | 25.360    |
| Dinkelsbühl              | 25.092    |
| Eichstätt                | 21.946    |
| Erlangen                 | 12.878    |
| Feuchtwangen             | 25.994    |
| Fürth                    | 24.538    |
| Gunzenhausen             | 28.835    |
| Heilsbronn               | 16.237    |
| Hersbruck                | 33.791    |
| Neustadt an der Aisch    | 32.596    |
| Nürnberg                 | 30.959    |
| Rothenburg o. d. Tauber  | 16.184    |
| Scheinfeld               | 20.265    |
| Schwabach                | 27.700    |
| Uffenheim                | 29.972    |
| Weißenburg in Bayern     | 24.313    |
| Kreis Mittelfranken      | 583.666   |

| Kreisunmittelbare Stadt                | Einwohner |
| -------------------------------------- | --------- |
| Landshut                               | 14.140    |
| Passau                                 | 13.379    |
| Straubing                              | 11.150    |
| Bezirksamt (ggf. Sitz)                 | Einwohner |
| Bogen                                  | 30.732    |
| Deggendorf                             | 38.934    |
| Dingolfing                             | 21.075    |
| Eggenfelden                            | 32.051    |
| Grafenau                               | 16.647    |
| Griesbach im Rottal                    | 31.185    |
| Kelheim                                | 30.891    |
| Kötzting                               | 23.959    |
| Landau (Isar)                          | 21.040    |
| Landshut                               | 25.605    |
| Mallersdorf                            | 19.472    |
| Passau                                 | 35.496    |
| Pfarrkirchen                           | 31.630    |
| Regen                                  | 21.461    |
| Rottenburg a. d. Laaber                | 33.167    |
| Straubing                              | 20.745    |
| Viechtach                              | 19.465    |
| Vilsbiburg                             | 26.324    |
| Vilshofen                              | 39.210    |
| Wegscheid                              | 18.115    |
| Wolfstein (in Ort, Ortsteil Wolfstein) | 28.216    |
| Kreis Niederbayern                     | 603.789   |

| Kreisunmittelbare Stadt | Einwohner |
| ----------------------- | --------- |
| Freising                | 7.783     |
| Ingolstadt              | 13.157    |
| München                 | 169.693   |
| Rosenheim               | 5.779     |
| Bezirksamt              | Einwohner |
| Aichach                 | 37.014    |
| Altötting               | 29.933    |
| Berchtesgaden           | 16.360    |
| Bruck                   | 20.860    |
| Dachau                  | 20.260    |
| Ebersberg               | 22.544    |
| Erding                  | 34.645    |
| Freising                | 30.668    |
| Friedberg (Bayern)      | 21.533    |
| Ingolstadt              | 16.032    |
| Landsberg (Lech)        | 26.995    |
| Laufen                  | 28.692    |
| Miesbach                | 21.444    |
| Mühldorf a. Inn         | 29.636    |
| München links d. Isar   | 34.539    |
| München rechts d. Isar  | 26.360    |
| Pfaffenhofen a. d. Ilm  | 30.333    |
| Rosenheim               | 45.236    |
| Schongau                | 19.123    |
| Schrobenhausen          | 18.223    |
| Tölz                    | 12.887    |
| Traunstein              | 88.801    |
| Wasserburg a. Inn       | 33.103    |
| Weilheim i. Oberbayern  | 20.348    |
| Werdenfels              | 9.816     |
| Kreis Oberbayern        | 841.707   |

| Kreisunmittelbare Stadt | Einwohner |
| ----------------------- | --------- |
| Bamberg                 | 25.738    |
| Bayreuth                | 17.841    |
| Hof                     | 16.010    |
| Bezirksamt              | Einwohner |
| Bamberg I               | 25.297    |
| Bamberg II              | 28.057    |
| Bayreuth                | 28.095    |
| Berneck                 | 16.280    |
| Ebermannstadt           | 24.397    |
| Forchheim               | 31.252    |
| Höchstadt a. d. Aisch   | 27.365    |
| Hof                     | 16.968    |
| Kronach                 | 28.374    |
| Kulmbach                | 30.897    |
| Lichtenfels             | 29.459    |
| Münchberg               | 24.960    |
| Naila                   | 22.493    |
| Pegnitz                 | 27.826    |
| Rehau                   | 25.511    |
| Stadtsteinach           | 19.648    |
| Staffelstein            | 20.145    |
| Teuschnitz              | 16.978    |
| Wunsiedel               | 37.472    |
| Kreis Oberfranken       | 541.063   |

| Kreisunmittelbare Stadt        | Einwohner |
| ------------------------------ | --------- |
| Amberg                         | 11.688    |
| Regensburg                     | 29.185    |
| Bezirksamt                     | Einwohner |
| Amberg                         | 24.825    |
| Burglengenfeld                 | 22.359    |
| Cham                           | 23.841    |
| Eschenbach i. d. OPf.          | 23.494    |
| Hemau                          | 32.753    |
| Kemnath                        | 23.312    |
| Nabburg                        | 18.177    |
| Neumarkt i. d. OPf.            | 33.194    |
| Neunburg vorm Wald             | 32.396    |
| Neustadt a. d. Waldnaab        | 26.827    |
| Regensburg                     | 26.425    |
| Roding                         | 26.810    |
| Stadtamhof                     | 30.873    |
| Sulzbach                       | 17.079    |
| Tirschenreuth                  | 28.994    |
| Velburg                        | 26.186    |
| Vohenstrauß                    | 23.211    |
| Waldmünchen                    | 16.232    |
| Kreis Oberpfalz und Regensburg | 497.861   |

| Bezirksamt            | Einwohner |
| --------------------- | --------- |
| Bergzabern            | 38.218    |
| Frankenthal (Pfalz)   | 44.368    |
| Germersheim           | 52.286    |
| Homburg (Saar)        | 47.815    |
| Kaiserslautern        | 59.219    |
| Kirchheimbolanden     | 50.050    |
| Kusel                 | 39.713    |
| Landau (Pfalz)        | 56.888    |
| Neustadt a. d. Haardt | 67.127    |
| Pirmasens             | 42.097    |
| Speyer                | 59.328    |
| Zweibrücken           | 57.926    |
| Kreis Pfalz           | 615.035   |

| Kreisunmittelbare Stadt    | Einwohner |
| -------------------------- | --------- |
| Augsburg                   | 51.220    |
| Donauwörth                 | 3.443     |
| Kaufbeuren                 | 5.191     |
| Kempten (Allgäu)           | 11.223    |
| Lindau (Bodensee)          | 4.445     |
| Memmingen                  | 7.209     |
| Neuburg an der Donau       | 6.379     |
| Nördlingen                 | 7.079     |
| Bezirksamt                 | Einwohner |
| Augsburg                   | 37.146    |
| Dillingen a. d. Donau      | 43.305    |
| Donauwörth                 | 31.044    |
| Füssen                     | 14.116    |
| Günzburg                   | 32.105    |
| Illertissen                | 32.394    |
| Kaufbeuren                 | 19.397    |
| Kempten (Allgäu)           | 22.737    |
| Krumbach (Schwaben)        | 19.551    |
| Lindau (Bodensee)          | 24.462    |
| Memmingen                  | 30.481    |
| Mindelheim                 | 31.628    |
| Neuburg a. d. Donau        | 18.583    |
| Neu-Ulm                    | 16.138    |
| Nördlingen                 | 31.211    |
| Oberdorf                   | 19.480    |
| Sonthofen                  | 28.835    |
| Wertingen                  | 17.685    |
| Zusmarshausen              | 16.286    |
| Kreis Schwaben und Neuburg | 582.773   |

| Kreisunmittelbare Stadt              | Einwohner |
| ------------------------------------ | --------- |
| Aschaffenburg                        | 9.212     |
| Kitzingen                            | 5.967     |
| Schweinfurt                          | 10.325    |
| Würzburg                             | 40.005    |
| Bezirksamt                           | Einwohner |
| Alzenau i. UFr.                      | 18.848    |
| Aschaffenburg                        | 31.958    |
| Brückenau                            | 13.719    |
| Ebern                                | 19.920    |
| Gemünden a. Main                     | 16.044    |
| Gerolzhofen                          | 20.662    |
| Hammelburg                           | 22.098    |
| Haßfurt                              | 27.238    |
| Karlstadt                            | 29.014    |
| Kissingen                            | 28.978    |
| Kitzingen                            | 19.778    |
| Königshofen (Grabfeld)               | 29.678    |
| Lohr a. Main                         | 12.540    |
| Marktheidenfeld                      | 33.140    |
| Mellrichstadt                        | 13.664    |
| Miltenberg                           | 18.548    |
| Neustadt a. d. Saale                 | 21.166    |
| Obernburg a. Main                    | 26.738    |
| Ochsenfurt                           | 25.307    |
| Schweinfurt                          | 30.923    |
| Volkach                              | 23.328    |
| Würzburg                             | 37.334    |
| Kreis Unterfranken und Aschaffenburg | 586.132   |

## Herzogtum Braunschweig
Das Herzogtum Braunschweig gliederte sich 1871 in 6 Kreise.
| Kreis        | Einwohner |
| ------------ | --------- |
| Blankenburg  | 22.523    |
| Braunschweig | 90.845    |
| Gandersheim  | 42.322    |
| Helmstedt    | 53.705    |
| Holzminden   | 41.581    |
| Wolfenbüttel | 60.739    |

## Freie Hansestadt Bremen
Der Bundesstaat „Freie Hansestadt Bremen“ bestand bei der Reichsgründung 1871 aus den Städten Bremen, Bremerhaven und Vegesack und den Gemeinden des Landherrnämter Links der Weser und Rechts der Weser.
| Stadtgemeinde    | Einwohner |
| ---------------- | --------- |
| Bremen           | 82.969    |
| Bremerhaven      | 10.768    |
| Vegesack         | 3.838     |
| Landherrnamt     | Einwohner |
| links der Weser  | 10.941    |
| rechts der Weser | 14.574    |
| Landgebiet       | 25.515    |

## Reichsland Elsass-Lothringen
Das Reichsland Elsass-Lothringen kam im Frieden von Frankfurt am Main vom 10. Mai 1871 von Frankreich an das Deutsche Reich. Es wurde dem Kaiser direkt unterstellt. Somit wurde es als Reichsland Elsass-Lothringen verwaltet und in 3 Bezirke eingeteilt, die in Stadtkreise und Kreise eingeteilt wurden.
| Stadtkreis                | Einwohner |
| ------------------------- | --------- |
| Metz                      | 51.388    |
| Kreis                     | Einwohner |
| Bolchen                   | 47.728    |
| Château-Salins (Salzburg) | 52.774    |
| Diedenhofen               | 76.390    |
| Forbach                   | 64.150    |
| Metz-Land                 | 70.637    |
| Saarburg                  | 62.554    |
| Saargemünd                | 63.764    |
| Bezirk Lothringen         | 489.385   |

| Kreis               | Einwohner |
| ------------------- | --------- |
| Altkirch            | 55.590    |
| Colmar              | 80.749    |
| Gebweiler           | 64.483    |
| Mühlhausen (Elsass) | 126.321   |
| Rappoltsweiler      | 67.093    |
| Thann               | 65.543    |
| Bezirk Oberelsass   | 459.779   |

| Stadtkreis           | Einwohner |
| -------------------- | --------- |
| Straßburg            | 85.529    |
| Kreis                | Einwohner |
| Erstein              | 65.661    |
| Hagenau              | 73.534    |
| Molsheim             | 73.233    |
| Schlettstadt         | 77.371    |
| Straßburg, Landkreis | 75.004    |
| Weißenburg           | 62.416    |
| Zabern               | 87.547    |
| Bezirk Unterelsass   | 600.295   |

## Freie und Hansestadt Hamburg
Der Bundesstaat „Freie und Hansestadt Hamburg“ gliederte sich bei der Reichsgründung 1871 in die Stadt Hamburg, die Vorstadt St. Pauli und 4 Landherrenschaften mit Gemeinden. Der Bundesstaat Hamburg gehörte nicht dem Zollgebiet des Deutschen Reiches an. Die Vororte wurden mit der Landgemeindeordnung vom 12. Juni 1871 unmittelbar der städtischen Verwaltung der Stadt Hamburg unterstellt und aus dem bisherigen Landgebiet der Landherrenschaft ausgegliedert. Die Einwohnerzahlen bei der Volkszählung vom 1. Dezember 1871 wurden bei den Verwaltungsgliederungen vor den Änderungen aus der Landgemeindeordnung der Stadt Hamburg, der Vorstadt St. Pauli sowie den Landherrenschaften erfasst.
| Stadt                | Einwohner |
| -------------------- | --------- |
| Hamburg              | 199.267   |
| St. Pauli, Vorstadt  | 40.984    |
| Vororte              |           |
| Barmbeck             |           |
| Billwerder Ausschlag |           |
| Borgfelde            |           |
| Eilbek               |           |
| Eimsbüttel           |           |
| Eppendorf            |           |
| Hamm                 |           |
| Harvestehude         |           |
| Hohenfelde           |           |
| Horn                 |           |
| Kleiner Grasbrook    |           |
| Rotherbaum           |           |
| Steinwerder          |           |
| Uhlenhorst           |           |
| Winterhude           |           |
| Landherrenschaft     | Einwohner |
| Bergedorf            | 13.112    |
| Geestlande           | 56.073    |
| Marschlande          | 22.981    |
| Ritzebüttel          | 6.557     |

## Großherzogtum Hessen
Das Großherzogtum Hessen gliederte sich in 3 Provinzen. Die Provinzen entsprachen Regierungsbezirken. Sie gliederten sich in Kriese. Es gab keine kreisfreien Städte.
| Kreis              | Einwohner |
| ------------------ | --------- |
| Alsfeld            | 33.569    |
| Büdingen           | 17.505    |
| Friedberg (Hessen) | 40.802    |
| Gießen             | 43.518    |
| Grünberg (Hessen)  | 17.482    |
| Lauterbach         | 29.011    |
| Nidda              | 32.576    |
| Schotten           | 18.269    |
| Vilbel             | 20.802    |
| Provinz Oberhessen | 253.534   |

| Kreis               | Einwohner |
| ------------------- | --------- |
| Alzey               | 35.868    |
| Bingen              | 31.823    |
| Mainz               | 87.383    |
| Oppenheim           | 41.642    |
| Worms               | 53.342    |
| Provinz Rheinhessen | 250.058   |

| Kreis                | Einwohner |
| -------------------- | --------- |
| Bensheim             | 29.122    |
| Darmstadt            | 67.001    |
| Dieburg              | 50.400    |
| Erbach               | 24.018    |
| Groß-Gerau           | 31.411    |
| Heppenheim           | 30.278    |
| Lindenfels           | 30.526    |
| Neustadt i. Odenwald | 18.063    |
| Offenbach a. Main    | 64.642    |
| Wimpfen              | 3.790     |
| Provinz Starkenburg  | 349.251   |

## Herzogtum Lauenburg (in Personalunion mit dem Königreich Preußen)
In der Gasteiner Konvention vom 14. August 1865 wurde das Herzogtum Lauenburg in Personalunion mit dem Königreich Preußen verwaltet. Am 26. September 1865 huldigten die lauenburgischen Stände den preußischen König Wilhelm I. als Herzog von Lauenburg in der Ratzeburger St.-Petri-Kirche. Bei Reichsgründung am 18. Januar 1871 bestand die Personalunion aus dem Königreich Preußen und dem Herzogtum Lauenburg. Der preußische Ministerpräsident Fürst Otto von Bismarck wurde 1865 zum „Minister für Lauenburg“ ernannt. Das Herzogtum Lauenburg gliederte sich in die Städte Ratzeburg, Lauenburg und Mölln und vier Ämter. Am 1. Juli 1876 wurde es als Kreis Herzogtum Lauenburg in die preußische Provinz Schleswig-Holstein eingegliedert.
| Stadt        | Einwohner |
| ------------ | --------- |
| Lauenburg    | 1.110     |
| Mölln        | 3.942     |
| Ratzeburg    | 1.989     |
| Amt          | Einwohner |
| Lauenburg    | 6.000     |
| Ratzeburg    | 9.000     |
| Schwarzenbek | 6.000     |
| Steinhorst   | 6.000     |

## Fürstentum Lippe
Das Fürstentum Lippe gliederte sich 1871 in 7 selbständige Städte und in 13 Ämter, denen die Gemeinden zugeordnet waren. Die Ämter sind Zusammenschlüsse der Gemeinden unterhalb der Kreisebene. Vorläufer der Kreise sind die 1879 gebildeten Verwaltungsämter.
| Stadtbezirk        | Einwohner |
| ------------------ | --------- |
| Barntrup           | 1.116     |
| Blomberg           | 2.203     |
| Detmold            | 6.469     |
| Horn               | 1.717     |
| Lage               | 2.514     |
| Lemgo              | 4.801     |
| Salzuflen          | 2.072     |
| Amt                | Einwohner |
| Blomberg           | 3.608     |
| Brake              | 7.981     |
| Detmold            | 8.513     |
| Hohenhausen        | 6.482     |
| Horn               | 5.800     |
| Lage               | 13.406    |
| Lipperode          | 728       |
| Oerlinghausen      | 8.571     |
| Schieder           | 3.660     |
| Schötmar           | 10.806    |
| Schwalenberg       | 6.225     |
| Sternberg-Barntrup | 9.223     |
| Varenholz          | 5.140     |

## Freie und Hansestadt Lübeck
Der Bundesstaat „Freie und Hansestadt Lübeck“ bestand 1871 bei der Reichsgründung aus der Stadt Lübeck, dem Landgebiet, das vom Landamt Lübeck verwaltet wurde, und dem Amt Travemünde. 1871 wurden das Stadtamt und Landamt zum Stadt- und Landamt Lübeck vereinigt.
| Stadtamt   | Einwohner |
| ---------- | --------- |
| Lübeck     | 39.743    |
| Landamt    | Einwohner |
| Lübeck     | 10.454    |
| Amt        | Einwohner |
| Travemünde | 1.961     |

## Großherzogtum Mecklenburg-Schwerin
Das Land Mecklenburg-Schwerin gliederte sich 1871 bei der Gründung des Deutschen Kaiserreichs in Städte, Domanialämter, Ritterschaftliche Ämter und Klosterämter. Diese Einteilung beruhte auf die feudale Struktur des Großherzogtum Mecklenburg-Schwerin. Für einige Zwecke der inneren Verwaltung fasste man die Verwaltungsbezirke zu Aushebungsbezirken zusammen. Diese waren übersichtlicher.
| Stadt                        | Einwohner |
| ---------------------------- | --------- |
| Boizenburg                   | 3.883     |
| Brüel                        | 2.012     |
| Bützow                       | 4.682     |
| Crivitz                      | 3.068     |
| Dömitz                       | 2.663     |
| Gadebusch                    | 2.500     |
| Gnoien                       | 3.408     |
| Goldberg                     | 2.938     |
| Grabow                       | 4.947     |
| Grevesmühlen                 | 4.218     |
| Güstrow                      | 10.753    |
| Hagenow                      | 3.859     |
| Krakow                       | 2.119     |
| Kröpelin                     | 2.327     |
| Laage i. Mecklenburg         | 2.075     |
| Lübz                         | 2.546     |
| Malchin                      | 5.181     |
| Malchow                      | 3.324     |
| Marlow                       | 2.058     |
| Neubukow                     | 1.821     |
| Neukalen                     | 2.455     |
| Neustadt i. Mecklenburg      | 1.665     |
| Parchim                      | 10.019    |
| Penzlin                      | 2.683     |
| Plau                         | 4.336     |
| Rehna                        | 2.480     |
| Ribnitz                      | 4.525     |
| Röbel/Müritz                 | 3.774     |
| Rostock                      | 37.934    |
| Schwaan                      | 3.377     |
| Schwerin                     | 26.934    |
| Stavenhagen                  | 2.497     |
| Sternberg                    | 2.726     |
| Sülze                        | 2.492     |
| Tessin                       | 2.794     |
| Teterow                      | 5.279     |
| Waren/Müritz                 | 6.201     |
| Warin                        | 1.773     |
| Wismar                       | 15.073    |
| Wittenburg                   | 3.513     |
| Domanialamt (ggf. Sitz)      | Einwohner |
| Bakendorf                    | 1.033     |
| Boizenburg                   | 6.125     |
| Bützow-Rühn (in Bützow)      | 7.531     |
| Bukow (in Neubukow)          | 4.880     |
| Crivitz                      | 6.867     |
| Dargun                       | 6.425     |
| Doberan                      | 13.587    |
| Dömitz                       | 8.388     |
| Eldena                       | 2.292     |
| Gadebusch                    | 2.881     |
| Gnoien                       | 735       |
| Goldberg                     | 4.155     |
| Grabow                       | 14.749    |
| Grevesmühlen                 | 6.495     |
| Güstrow                      | 8.550     |
| Hagenow                      | 9.883     |
| Lübtheen                     | 4.716     |
| Lübz                         | 7.978     |
| Marnitz                      | 2.280     |
| Mecklenburg                  | 3.086     |
| Neukalen                     | 879       |
| Neukloster                   | 4.175     |
| Neustadt (Mecklenburg)       | 10.079    |
| Plau                         | 2.104     |
| Vogtei Plüschow              | 795       |
| Redentin                     | 2.619     |
| Rehna                        | 2.318     |
| Ribnitz                      | 7.503     |
| Rossewitz                    | 1.272     |
| Schwaan                      | 5.314     |
| Schwerin                     | 12.051    |
| Stiftsamt Schwerin           | 2.812     |
| Stavenhagen                  | 4.483     |
| Sternberg                    | 2.347     |
| Sülze                        | 983       |
| Tempzin                      | 1.578     |
| Toddin                       | 1.285     |
| Toitenwinkel zu Rostock      | 4.308     |
| Walsmühlen                   | 1.349     |
| Warin                        | 1.150     |
| Wismar-Poel in (Wismar)      | 1.994     |
| Wittenburg                   | 3.130     |
| Wredenhagen (in Röbel)       | 2.548     |
| Zarrentin                    | 3.325     |
| Ritterschaftliches Amt       | Einwohner |
| Boizenburg                   | 1.756     |
| Bukow                        | 8.436     |
| Crivitz                      | 4.646     |
| Gadebusch                    | 4.326     |
| Gnoien                       | 7.653     |
| Goldberg                     | 2.419     |
| Grabow                       | 2.203     |
| Grevesmühlen                 | 13.888    |
| Güstrow                      | 13.562    |
| Schloss Ivenack, Amt Ivenack | 1.880     |
| Lübz                         | 7.713     |
| Mecklenburg                  | 5.613     |
| Neukalen                     | 3.402     |
| Neustadt (Mecklenburg)       | 5.227     |
| Plau                         | 1.322     |
| Ribnitz                      | 5.179     |
| Schwaan                      | 1.073     |
| Schwerin                     | 6.603     |
| Stavenhagen                  | 18.837    |
| Sternberg                    | 2.319     |
| Wittenburg                   | 9.805     |
| Wredenhagen                  | 5.915     |
| Klosteramt                   | Einwohner |
| Dobbertin                    | 5.305     |
| Malchow                      | 2.713     |
| Ribnitz                      | 808       |
| Kloster zum Heiligen Kreuz   |           |

## Großherzogtum Mecklenburg-Strelitz
Das Großherzogtum Mecklenburg-Strelitz gliederte sich bei der Reichsgründung 1871 in Städte, Domanialämter, Ritterschaftliche Ämter und Sonstige Ämter, darunter das Fürstentum Ratzeburg. Diese Verwaltungsgliederung beruhte auf der feudalen Struktur des Landes.
| Stadt                                                | Einwohner |
| ---------------------------------------------------- | --------- |
| Friedland                                            | 5.031     |
| Fürstenberg                                          | 2.108     |
| Neubrandenburg                                       | 7.245     |
| Neustrelitz                                          | 8.470     |
| Stargard                                             | 1.965     |
| Strelitz                                             | 2.997     |
| Wesenberg                                            | 1.544     |
| Woldegk                                              | 2.850     |
| Domanialamt                                          | Einwohner |
| Feldberg                                             | 8.475     |
| Mirow                                                | 7.426     |
| Stargard                                             | 9.140     |
| Strelitz, dazu gehört der Fürstenberger Amtsbezirk   | 6.626     |
| Ritterschaftliches Amt                               | Einwohner |
| Fürstenberg                                          |           |
| Stargard                                             |           |
| Strelitz                                             |           |
| Summe Ritterschaftliche Ämter und übrige Privatgüter | 15.055    |
| Sonstiges Amt                                        | Einwohner |
| Fürstentum Ratzeburg                                 | 17.006    |
| Kabinettsamt Strelitz                                | 1.044     |

## Großherzogtum Oldenburg
Das Großherzogtum Oldenburg gliederte sich im Jahr 1871 bei der Reichsgründung in die 3 Landesteile Herzogtum Oldenburg (Kernland), Fürstentum Lübeck und Fürstentum Birkenfeld.
Das Herzogtum Oldenburg wurde in Städte I. Klasse, entsprachen kreisfreien Städten und Ämter eingeteilt.
Das Fürstentum Lübeck wurden von einem Regierungspräsidenten geleitet und gliederte sich in die Stadt Eutin und Ämter.
Das Fürstentum Birkenfeld wurde von einem Regierungspräsidenten geleitet und gliederte sich in Ämter.
| Landesteil            | Einwohner |
| --------------------- | --------- |
| Fürstentum Birkenfeld | 36.128    |
| Amt                   | Einwohner |
| Amt Birkenfeld        | 9.730     |
| Amt Nohfelden         | 8.899     |
| Amt Oberstein         | 17.499    |
| Landesteil            | Einwohner |
| Fürstentum Lübeck     | 34.353    |
| Stadt                 | Einwohner |
| Eutin                 | 3.700     |
| Amt                   | Einwohner |
| Ahrensbök             | 7.887     |
| Eutin                 | 10.425    |
| Schwartau             | 12.341    |
| Landesteil            | Einwohner |
| Herzogtum Oldenburg   | 244.297   |
| Städte I. Klasse      | Einwohner |
| Jever                 | 4.721     |
| Oldenburg (Oldenbg.)  | 14.928    |
| Varel                 | 4.858     |
| Amt                   | Einwohner |
| Berne                 | 7.859     |
| Brake Unterweser      | 7.765     |
| Cloppenburg           | 10.420    |
| Damme                 | 14.062    |
| Delmenhorst           | 18.449    |
| Elsfleth              | 8.064     |
| Friesoythe            | 9.636     |
| Jever                 | 22.584    |
| Landwürden            | 1.492     |
| Löningen              | 11.164    |
| Oldenburg             | 27.082    |
| Ovelgönne             | 8.696     |
| Stollhamm             | 12.494    |
| Varel                 | 16.984    |
| Vechta                | 17.229    |
| Westerstede           | 17.709    |
| Wildeshausen          | 8.100     |

## Königreich Preußen
Das Königreich Preußen gliederte sich 1871 bei der Gründung des Deutschen Reichs (Kaiserreich) in Provinzen.
Die Provinzen waren in Regierungsbezirke eingeteilt. Der Regierungsbezirk Sigmaringen wurde keiner Provinz zugeteilt. Sein Regierungspräsident hatte die Befugnisse eines Oberpräsidenten einer Provinz. Die Regierungsbezirke waren in Stadtkreise und Kreise eingeteilt.
Provinzen:
Brandenburg
Hannover
Hessen-Nassau
Hohenzollernsche Lande
Pommern
Posen
Preußen
Rheinprovinz
Sachsen
Schlesien
Schleswig-Holstein
Westfalen

### Provinz Brandenburg
| Kreisfreie Stadt                     | Einwohner |
| ------------------------------------ | --------- |
| Frankfurt (Oder)                     | 43.211    |
| Kreis (ggf. Sitz)                    | Einwohner |
| Arnswalde                            | 42.325    |
| Calau                                | 49.393    |
| Cottbus                              | 66.303    |
| Crossen                              | 60.527    |
| Friedeberg                           | 54.790    |
| Guben                                | 62.462    |
| Königsberg Nm.                       | 90.497    |
| Landsberg (Warthe)                   | 77.738    |
| Lebus (in Seelow)                    | 92.882    |
| Luckau (Nd. Laus.)                   | 61.144    |
| Lübben (Spreewald)                   | 34.228    |
| Soldin                               | 72.329    |
| Sorau                                | 86.189    |
| Spremberg                            | 23.505    |
| Sternberg (Brandenburg) (in Drossen) | 91.918    |
| Züllichau-Schwiebus (in Zillichau)   | 49.689    |
| Regierungsbezirk Frankfurt           | 1.034.520 |

| Kreisfreie Stadt                       | Einwohner |
| -------------------------------------- | --------- |
| Berlin                                 | 826.341   |
| Potsdam                                | 43.784    |
| Kreis (ggf. Sitz)                      | Einwohner |
| Angermünde                             | 63.492    |
| Beeskow-Storkow (in Beeskow)           | 42.134    |
| Jüterbog-Luckenwalde (in Jüterbog)     | 60.417    |
| Niederbarnim (in Berlin)               | 88.654    |
| Oberbarnim (in Bad Freienwalde (Oder)) | 71.514    |
| Osthavelland (in Nauen)                | 71.507    |
| Ostprignitz (in Kyritz)                | 69.003    |
| Prenzlau                               | 53.031    |
| Ruppin (in Neuruppin)                  | 74.496    |
| Teltow (in Berlin)                     | 107.362   |
| Templin                                | 43.974    |
| Westhavelland (in Rathenow)            | 73.994    |
| Westprignitz (in Perleberg)            | 70.892    |
| Zauch-Belzig (in Belzig)               | 68.064    |
| Regierungsbezirk Potsdam               | 1.828.709 |

### Provinz Hannover
Nach der Annexion des Königreichs Hannover durch Preußen 1866 und der Gründung der preußischen Provinz Hannover wurde die alte Gliederung in 6 Landdrosteien Hannover, Hildesheim, Lüneburg, Stade und Aurich beibehalten. Auch die hannoveraner selbständigen Städte und Ämter wurden beibehalten. Die Amtshauptmänner erhielten die Stellung eines preußischen Landrats. Die Provinzhauptstadt Hannover blieb selbständig. Die anderen selbständigen Städte und Ämter wurden nach der Preußischen Verordnung vom 12. September 1867 zu 37 Kreisen zusammengefasst. Diese Kreise waren für Militär- und Steuerangelegenheiten und später für die Durchführung des Reichsimpfgesetz und Wohltätigkeitsangelegenheiten zuständig. 1868 wurde die Berghauptmannschaft Clausthal, die gleichrangig neben den Landdrosteien bestanden hatte, in die Landdrostei Hildesheim eingegliedert. Die Landdrosteien entsprachen Regierungsbezirken.
| (Steuer-)Kreis     | Einwohner |
| ------------------ | --------- |
| Aurich             | 70.361    |
| selbständige Stadt | Einwohner |
| Aurich             | 4.264     |
| Esens              | 2.198     |
| Amt                | Einwohner |
| Aurich             | 29.437    |
| Esens              | 11.973    |
| Wittmund           | 22.489    |
| (Steuer-)Kreis     | Einwohner |
| Emden              | 59.858    |
| selbständige Stadt | Einwohner |
| Emden              | 12.588    |
| Norden             | 5.948     |
| Amt                | Einwohner |
| Norden             | 23.099    |
| Emden              | 18.223    |
| (Steuer-)Kreis     | Einwohner |
| Leer               | 62.994    |
| selbständige Stadt | Einwohner |
| Leer               | 8.932     |
| Amt                | Einwohner |
| Leer               | 12.792    |
| Stickhausen        | 21.231    |
| Weener             | 20.039    |
| Landdrostei Aurich | 193.213   |

| Selbst                                 | Einwohner |
| -------------------------------------- | --------- |
| Hannover, Steuerkreis Hannover (Stadt) | 87.626    |
| (Steuer-)Kreis                         | Einwohner |
| Diepholz                               | 50.738    |
| Amt                                    | Einwohner |
| Diepholz                               | 20.818    |
| Freudenberg                            | 16.624    |
| Sulingen                               | 13.296    |
| (Steuer-)Kreis                         | Einwohner |
| Hameln                                 | 49.705    |
| selbständige Stadt                     | Einwohner |
| Bodenwerder                            | 1.307     |
| Hameln                                 | 8.556     |
| Amt                                    | Einwohner |
| Hameln                                 | 20.904    |
| Lauenstein                             | 14.578    |
| Polle                                  | 4.360     |
| (Steuer-)Kreis                         | Einwohner |
| Hannover (Land)                        | 74.123    |
| selbständige Stadt                     | Einwohner |
| Neustadt am Rübenberge                 | 2.408     |
| Wunstorf                               | 2.419     |
| Amt                                    | Einwohner |
| Hannover                               | 20.206    |
| Linden                                 | 25.872    |
| Neustadt am Rbg.                       | 23.218    |
| (Steuer-)Kreis                         | Einwohner |
| Hoya                                   | 45.374    |
| Amt                                    | Einwohner |
| Bruchhausen                            | 12.039    |
| Hoya                                   | 15.596    |
| Syke                                   | 17.739    |
| (Steuer-)Kreis                         | Einwohner |
| Nienburg                               | 50.770    |
| selbständige Stadt                     | Einwohner |
| Nienburg                               | 5.046     |
| Amt                                    | Einwohner |
| Nienburg                               | 17.100    |
| Stolzenau                              | 18.694    |
| Uchte                                  | 9.930     |
| (Steuer-)Kreis                         | Einwohner |
| Wennigsen                              | 46.632    |
| selbständige Stadt                     | Einwohner |
| Eldagsen                               | 2.344     |
| Münder                                 | 2.271     |
| Pattensen                              | 1.500     |
| Springe a. Deister                     | 2.351     |
| Amt                                    | Einwohner |
| Calenberg                              | 9.227     |
| Springe                                | 12.986    |
| Wennigsen                              | 18.304    |
| Landdrostei Hannover                   | 404.968   |

| (Steuer-)Kreis         | Einwohner |
| ---------------------- | --------- |
| Einbeck                | 64.574    |
| selbständige Stadt     | Einwohner |
| Einbeck                | 17.842    |
| Moringen               | 1.628     |
| Northeim               | 4.785     |
| Amt                    | Einwohner |
| Einbeck                | 17.842    |
| Northeim               | 17.817    |
| Uslar                  | 16.310    |
| (Steuer-)Kreis         | Einwohner |
| Göttingen              | 68.527    |
| selbständige Stadt     | Einwohner |
| Göttingen              | 15.847    |
| Münden                 | 5.492     |
| Amt                    | Einwohner |
| Göttingen              | 18.337    |
| Münden                 | 14.881    |
| Reinhausen             | 13.970    |
| (Steuer-)Kreis         | Einwohner |
| Hildesheim             | 61.803    |
| selbständige Stadt     | Einwohner |
| Hildesheim             | 20.804    |
| Peine                  | 4.516     |
| Amt                    | Einwohner |
| Hildesheim             | 18.646    |
| Peine                  | 17.840    |
| (Steuer-)Kreis         | Einwohner |
| Liebenburg             | 52.506    |
| selbständige Stadt     | Einwohner |
| Goslar                 | 8.922     |
| Amt                    | Einwohner |
| Bockenem               | 16.207    |
| Liebenburg             | 16.588    |
| Wöltingerode           | 10.789    |
| (Steuer-)Kreis         | Einwohner |
| Marienburg             | 52.430    |
| Amt                    | Einwohner |
| Alfeld                 | 19.381    |
| Gronau                 | 15.847    |
| Marienburg             | 17.202    |
| (Steuer-)Kreis         | Einwohner |
| Osterode am Harz       | 64.227    |
| selbständige Städte    | Einwohner |
| Duderstadt             | 4.136     |
| Osterode/Harz          | 5.419     |
| Amt                    | Einwohner |
| Gieboldehausen         | 20.539    |
| Herzberg/Harz          | 16.036    |
| Osterode/Harz          | 18.097    |
| (Steuer-)Kreis         | Einwohner |
| Zellerfeld             | 42.828    |
| Amt                    | Einwohner |
| Elbingerode            | 4.031     |
| Hohnstein (Harz)       | 10.278    |
| Zellerfeld             | 28.519    |
| Landdrostei Hildesheim | 406.895   |

| (Steuer-)Kreis       | Einwohner |
| -------------------- | --------- |
| Celle                | 64.548    |
| selbständige Städte  | Einwohner |
| Burgdorf             | 3.025     |
| Celle                | 16.126    |
| Amt                  | Einwohner |
| Burgdorf             | 17.790    |
| Burgwedel            | 10.605    |
| Celle                | 17.002    |
| (Steuer-)Kreis       | Einwohner |
| Dannenberg           | 54.892    |
| selbständige Städte  | Einwohner |
| Dannenberg           | 2.062     |
| Lüchow               | 2.604     |
| Amt                  | Einwohner |
| Dannenberg           | 12.694    |
| Gartow               | [ 16 ]    |
| Lüchow               | 28.726    |
| Neuhaus              | 8.803     |
| (Steuer-)Kreis       | Einwohner |
| Fallingbostel        | 50.450    |
| Amt                  | Einwohner |
| Ahlden               | 10.333    |
| Bergen               | 8.966     |
| Fallingbostel        | 14.621    |
| Soltau               | 16.530    |
| (Steuer-)Kreis       | Einwohner |
| Gifhorn              | 51.438    |
| selbständige Stadt   | Einwohner |
| Gifhorn              | 2.813     |
| Amt                  | Einwohner |
| Fallersleben         | 8.762     |
| Gifhorn              | 13.788    |
| Isenhagen            | 15.428    |
| Meinersen            | 10.647    |
| (Steuer-)Kreis       | Einwohner |
| Harburg              | 70.503    |
| selbständige Stadt   | Einwohner |
| Harburg              | 16.500    |
| Winsen (Luhe)        | 2.735     |
| Amt                  | Einwohner |
| Harburg              | 21.119    |
| Tostedt              | 10.803    |
| Winsen               | 19.346    |
| (Steuer-)Kreis       | Einwohner |
| Lüneburg             | 47.693    |
| selbständige Stadt   | Einwohner |
| Lüneburg             | 16.287    |
| Amt                  | Einwohner |
| Bleckede             | 12.477    |
| Lüneburg             | 18.929    |
| (Steuer-)Kreis       | Einwohner |
| Uelzen               | 44.681    |
| selbständige Stadt   | Einwohner |
| Uelzen               | 5.415     |
| Amt                  | Einwohner |
| Medingen             | 17.552    |
| Oldenstadt           | 21.714    |
| Landdrostei Lüneburg | 384.205   |

| (Steuer-)Kreis        | Einwohner |
| --------------------- | --------- |
| Bersenbrück           | 42.527    |
| selbständige Stadt    | Einwohner |
| Quakenbrück           | 1.979     |
| Amt                   | Einwohner |
| Bersenbrück           | 17.610    |
| Fürstenau             | 12.389    |
| Vörden                | 10.549    |
| (Steuer-)Kreis        | Einwohner |
| Lingen (Ems)          | 58.489    |
| selbständige Stadt    | Einwohner |
| Lingen (Ems)          | 5.015     |
| Amt                   | Einwohner |
| Bentheim              | 10.212    |
| Freren                | 11.339    |
| Lingen                | 12.019    |
| Neuenhaus             | 19.904    |
| (Steuer-)Kreis        | Einwohner |
| Melle                 | 47.529    |
| selbständige Stadt    | Einwohner |
| Melle                 | 1.805     |
| Amt                   | Einwohner |
| Gröneburg zu Melle    | 22.613    |
| Iburg                 | 23.111    |
| (Steuer-)Kreis        | Einwohner |
| Meppen                | 54.860    |
| selbständige Stadt    | Einwohner |
| Papenburg             | 6.076     |
| Amt                   | Einwohner |
| Aschendorf            | 13.039    |
| Haselünne             | 7.794     |
| Hümmling zu Sögel     | 12.629    |
| Meppen                | 15.322    |
| (Steuer-)Kreis        | Einwohner |
| Osnabrück             | 65.260    |
| selbständige Stadt    | Einwohner |
| Osnabrück             | 23.308    |
| Amt                   | Einwohner |
| Osnabrück             | 22.392    |
| Wittlage              | 19.560    |
| Landdrostei Osnabrück | 268.665   |

| (Steuer-)Kreis                          | Einwohner |
| --------------------------------------- | --------- |
| Lehe                                    | 51.710    |
| Amt                                     | Einwohner |
| Dorum                                   | 8.999     |
| Hagen                                   | 9.435     |
| Lehe                                    | 33.276    |
| (Steuer-)Kreis                          | Einwohner |
| Neuhaus (Oste)                          | 28.022    |
| Amt                                     | Einwohner |
| Neuhaus (Oste)                          | 12.675    |
| Osten                                   | 15.347    |
| (Steuer-)Kreis                          | Einwohner |
| Osterholz                               | 42.209    |
| Amt                                     | Einwohner |
| Blumenthal                              | 15.786    |
| Lilienthal                              | 12.820    |
| Osterholz                               | 13.603    |
| (Steuer-)Kreis                          | Einwohner |
| Otterndorf                              | 17.291    |
| selbständige Stadt                      | Einwohner |
| Otterndorf                              | 1.800     |
| Amt                                     | Einwohner |
| Otterndorf                              | 15.491    |
| (Steuer-)Kreis                          | Einwohner |
| Rotenburg                               | 31.735    |
| Amt                                     | Einwohner |
| Rotenburg (Wümme)                       | 17.875    |
| Zeven                                   | 13.860    |
| (Steuer-)Kreis (ggf. Sitz)              | Einwohner |
| Stader Geestkreis (in Himmelpforten)    | 52.386    |
| selbständige Stadt                      | Einwohner |
| Bremervörde                             | 2.903     |
| Buxtehude                               | 2.788     |
| Stade                                   | 8.691     |
| Amt                                     | Einwohner |
| Bremervörde                             | 13.179    |
| Harsefeld                               | 12.104    |
| Himmelpforten                           | 12.721    |
| (Steuer-)Kreis (ggf. Sitz)              | Einwohner |
| Stader Marschkreis (in Freiburg (Elbe)) | 38.003    |
| Amt                                     | Einwohner |
| Freiburg (Elbe)                         | 20.010    |
| Jork                                    | 17.993    |
| (Steuer-)Kreis                          | Einwohner |
| Verden                                  | 41.445    |
| selbständige Stadt                      | Einwohner |
| Verden (Aller)                          | 6.838     |
| Amt                                     | Einwohner |
| Achim                                   | 17.848    |
| Verden                                  | 16.759    |
| Landdrostei Stade                       | 302.801   |

### Provinz Hessen-Nassau
| selbständige Stadt          | Einwohner |
| --------------------------- | --------- |
| Kassel                      | 46.362    |
| Kreis                       | Einwohner |
| Eschwege                    | 39.563    |
| Frankenberg vgl. Kreis Vöhl | 23.516    |
| Fritzlar                    | 25.684    |
| Gelnhausen vgl. Bad Orb     | 40.337    |
| Gersfeld                    | 22.308    |
| Hanau                       | 67.296    |
| Hersfeld                    | 33.084    |
| Hofgeismar                  | 36.317    |
| Homberg                     | 21.538    |
| Hünfeld                     | 24.528    |
| Kassel                      | 39.560    |
| Kirchhain                   | 22.214    |
| Marburg                     | 38.278    |
| Melsungen                   | 27.655    |
| Rinteln                     | 37.136    |
| Rotenburg (Fulda)           | 30.302    |
| Schlüchtern                 | 30.626    |
| Schmalkalden                | 28.613    |
| Witzenhausen                | 31.122    |
| Wolfhagen                   | 24.272    |
| Ziegenhain                  | 32.601    |
| Regierungsbezirk Kassel     | 767.362   |

| Stadtkreis                                     | Einwohner |
| ---------------------------------------------- | --------- |
| Frankfurt am Main                              | 78.277    |
| Wiesbaden                                      | 35.836    |
| Kreis (ggf. Sitz)                              | Einwohner |
| Biedenkopf                                     | 23.579    |
| Dillkreis (in Dillenburg)                      | 35.074    |
| Mainkreis (in Wiesbaden)                       | 56.930    |
| Oberlahnkreis (in Weilburg)                    | 57.043    |
| Obertaunuskreis (in Bad Homburg vor der Höhe)  | 52.961    |
| Oberwesterwaldkreis (in Marienberg (Westerw.)) | 34.906    |
| Rheingaukreis (in Rüdesheim)                   | 55.951    |
| Unterlahnkreis (in Diez)                       | 67.948    |
| Untertaunuskreis (in Langenschwalbach)         | 41.892    |
| Unterwesterwaldkreis (in Montabaur)            | 51.825    |
| Regierungsbezirk Wiesbaden                     | 633.008   |

### Hohenzollerische Lande
Die Hohenzollerische Lande aus dem Regierungsbezirk Sigmaringen hatte provinzähnliche Rechte. Der Regierungspräsident übernahm Aufgaben eines Oberpräsidiums einer preußischen Provinz. Der Regierungsbezirk Sigmaringen gliederte sich in Oberämter, die mit Kreisen vergleichbar waren.
| Oberamt                      | Einwohner |
| ---------------------------- | --------- |
| Gammertingen                 | 13.377    |
| Haigerloch                   | 11.609    |
| Hechingen                    | 19.381    |
| Sigmaringen                  | 21.191    |
| Regierungsbezirk Sigmaringen | 65.558    |

### Jadegebiet
Das Jadegebiet unterstand direkt der preußischen Landesregierung. Am 1. April 1873 kam das Gebiet an die Preußische Provinz Hannover in die Landdrostei Aurich zu dem Amt Wittmund.
| Verwaltungsbezirk | Einwohner |
| ----------------- | --------- |
| Jadegebiet        | 5.941     |

### Provinz Pommern
| Kreis (ggf. Sitz)              | Einwohner |
| ------------------------------ | --------- |
| Belgard (Persante)             | 44.102    |
| Bütow                          | 24.153    |
| Dramburg                       | 36.617    |
| Fürstenthum Cammin (in Köslin) | 111.138   |
| Lauenburg i. Pom.              | 42.811    |
| Landkreis Neustettin           | 72.952    |
| Rummelsburg                    | 32.952    |
| Schivelbein                    | 19.246    |
| Schlawe                        | 77.504    |
| Stolp                          | 91.788    |
| Regierungsbezirk Köslin        | 552.263   |

| Kreisfreie Stadt              | Einwohner |
| ----------------------------- | --------- |
| Stettin                       | 76.280    |
| Kreis (ggf. Sitz)             | Einwohner |
| Anklam                        | 30.331    |
| Cammin                        | 43.533    |
| Demmin                        | 46.591    |
| Greifenberg                   | 37.391    |
| Greifenhagen                  | 53.162    |
| Naugard                       | 55.298    |
| Pyritz                        | 42.509    |
| Randow (in Stettin)           | 89.809    |
| Regenwalde (in Labes)         | 47.570    |
| Saatzig (in Stargard)         | 63.428    |
| Ueckermünde                   | 42.534    |
| Usedom-Wollin (in Swinemünde) | 42.593    |
| Regierungsbezirk Stettin      | 671.029   |

| Kreis (ggf. Sitz)          | Einwohner |
| -------------------------- | --------- |
| Franzburg                  | 71.195    |
| Greifswald                 | 54.274    |
| Grimmen                    | 37.173    |
| Rügen (in Bergen)          | 45.699    |
| Regierungsbezirk Stralsund | 208.341   |

### Provinz Posen
| Kreis                     | Einwohner |
| ------------------------- | --------- |
| Bromberg                  | 92.312    |
| Chodziesen                | 52.750    |
| Czarnikau                 | 69.057    |
| Gnesen                    | 60.475    |
| Inowraclaw                | 76.599    |
| Mogilno                   | 46.133    |
| Schubin                   | 57.404    |
| Wirsitz                   | 57.132    |
| Wongrowiec                | 54.787    |
| Regierungsbezirk Bromberg | 566.649   |

| Kreisfreie Stadt       | Einwohner |
| ---------------------- | --------- |
| Posen                  | 56.374    |
| Kreis (ggf. Sitz)      | Einwohner |
| Adelnau                | 52.887    |
| Birnbaum               | 47.449    |
| Bomst                  | 55.106    |
| Buk                    | 57.889    |
| Fraustadt              | 62.286    |
| Kosten                 | 66.182    |
| Kröben (in Rawitsch)   | 75.213    |
| Krotoschin             | 65.885    |
| Meseritz               | 46.002    |
| Obornik                | 48.093    |
| Pleschen               | 61.186    |
| Posen                  | 56.753    |
| Samter                 | 50.436    |
| Schildberg             | 62.671    |
| Schrimm                | 57.667    |
| Schroda                | 50.079    |
| Wreschen               | 40.046    |
| Regierungsbezirk Posen | 1.017.194 |

### Provinz Preußen
1829 wurden die beiden Provinzen Ostpreußen und Westpreußen zur Provinz Preußen zusammengeschlossen.
| Kreisfreie Stadt        | Einwohner |
| ----------------------- | --------- |
| Danzig                  | 88.957    |
| Kreis                   | Einwohner |
| Berent                  | 43.777    |
| Danzig                  | 76.731    |
| Elbing                  | 68.471    |
| Karthaus                | 56.133    |
| Marienburg i. Westpr.   | 58.666    |
| Neustadt i. Westpr.     | 61.075    |
| Preußisch Stargard      | 71.180    |
| Regierungsbezirk Danzig | 525.012   |

| Kreis (ggf. Sitz)             | Einwohner |
| ----------------------------- | --------- |
| Angerburg                     | 38.512    |
| Darkehmen                     | 36.719    |
| Goldap                        | 43.233    |
| Gumbinnen                     | 47.176    |
| Insterburg                    | 66.788    |
| Johannisburg                  | 44.349    |
| Lötzen                        | 39.203    |
| Lyck                          | 45.699    |
| Niederung (in Heinrichswalde) | 52.609    |
| Oletzko                       | 38.432    |
| Pillkallen                    | 44.306    |
| Ragnit                        | 52.391    |
| Sensburg                      | 47.256    |
| Stallupönen                   | 44.220    |
| Tilsit                        | 62.789    |
| Regierungsbezirk Gumbinnen    | 742.724   |

| Kreisfreie Stadt            | Einwohner |
| --------------------------- | --------- |
| Königberg i. Pr.            | 112.092   |
| Kreis (ggf. Sitz)           | Einwohner |
| Allenstein                  | 55.925    |
| Braunsberg (Pr.)            | 52.456    |
| Fischhausen                 | 47.103    |
| Friedland                   | 44.519    |
| Gerdauen                    | 38.230    |
| Heiligenbeil                | 45.699    |
| Heilsberg (in Guttstadt)    | 54.086    |
| Königsberg . Pr.            | 48.218    |
| Labiau                      | 50.672    |
| Memel                       | 55.958    |
| Mohrungen                   | 56.363    |
| Neidenburg                  | 52.645    |
| Ortelsburg                  | 63.159    |
| Osterode i. Pr.             | 63.358    |
| Preußisch Eylau             | 55.269    |
| Preußisch Holland           | 44.520    |
| Rastenburg                  | 42.497    |
| Rößel (in Bischofsburg)     | 49.399    |
| Wehlau                      | 48.042    |
| Regierungsbezirk Königsberg | 1.080.210 |

| Kreis (ggf. Sitz)                  | Einwohner |
| ---------------------------------- | --------- |
| Deutsch Krone                      | 63.285    |
| Flatow                             | 63.303    |
| Graudenz                           | 59.737    |
| Konitz                             | 70.817    |
| Kulm                               | 54.605    |
| Löbau (Pr.) (in Neumark (Preußen)) | 50.674    |
| Marienwerder                       | 65.805    |
| Rosenberg i. Pr.                   | 51.637    |
| Schlochau                          | 60.383    |
| Schwetz                            | 73.609    |
| Strasburg i. Pr.                   | 65.493    |
| Stuhm                              | 40.261    |
| Thorn                              | 69.979    |
| Regierungsbezirk Marienwerder      | 789.599   |

### Rheinprovinz
| Stadtkreis              | Einwohner |
| ----------------------- | --------- |
| Aachen                  | 74.146    |
| Kreis                   | Einwohner |
| Aachen                  | 92.250    |
| Düren                   | 66.136    |
| Erkelenz                | 38.944    |
| Eupen                   | 25.299    |
| Geilenkirchen           | 25.863    |
| Heinsberg               | 35.655    |
| Jülich                  | 41.432    |
| Malmedy                 | 30.171    |
| Montjoie                | 18.276    |
| Schleiden               | 42.638    |
| Regierungsbezirk Aachen | 490.810   |

| Stadtkreis                  | Einwohner |
| --------------------------- | --------- |
| Barmen                      | 74.384    |
| Elberfeld                   | 71.384    |
| Kreis (ggf. Sitz)           | Einwohner |
| Duisburg                    | 137.495   |
| Düsseldorf                  | 118.981   |
| Essen                       | 135.036   |
| Geldern                     | 49.812    |
| Gladbach                    | 73.820    |
| Grevenbroich                | 38.756    |
| Kempen                      | 83.592    |
| Kleve                       | 47.517    |
| Krefeld                     | 85.362    |
| Lennep                      | 82.123    |
| Mettmann                    | 55.087    |
| Moers                       | 58.043    |
| Neuß                        | 43.930    |
| Rees (in Wesel)             | 58.149    |
| Solingen                    | 92.484    |
| Regierungsbezirk Düsseldorf | 1.328.324 |

| Kreis                     | Einwohner |
| ------------------------- | --------- |
| Adenau                    | 20.965    |
| Ahrweiler                 | 51.417    |
| Altenkirchen (Westerwald) | 48.653    |
| Cochem                    | 34.841    |
| Koblenz                   | 46.054    |
| Kreuznach                 | 60.771    |
| Mayen                     | 53.288    |
| Meisenheim                | 13.530    |
| Neuwied                   | 68.194    |
| Sankt Goar                | 37.274    |
| Simmern                   | 35.621    |
| Wetzlar                   | 44.913    |
| Zell (Mosel)              | 29.090    |
| Regierungsbezirk Koblenz  | 555.194   |

| Stadtkreis              | Einwohner |
| ----------------------- | --------- |
| Köln                    | 129.233   |
| Kreis (ggf. Sitz)       | Einwohner |
| Bergheim (Erft)         | 39.940    |
| Bonn                    | 69.648    |
| Euskirchen              | 37.070    |
| Gummersbach             | 29.107    |
| Köln                    | 87.117    |
| Mülheim (Rhein)         | 57.821    |
| Rheinbach               | 31.299    |
| Siegkreis (in Siegburg) | 83.087    |
| Waldbröl                | 21.543    |
| Wipperfürth             | 27.592    |
| Regierungsbezirk Köln   | 613.457   |

| Stadtkreis             | Einwohner |
| ---------------------- | --------- |
| Trier                  | 31.869    |
| Kreis                  | Einwohner |
| Bernkastel             | 44.138    |
| Bitburg                | 44.543    |
| Daun                   | 26.692    |
| Merzig                 | 35.551    |
| Ottweiler              | 51.974    |
| Prüm                   | 34.911    |
| Saarbrücken            | 87.744    |
| Saarburg               | 30.193    |
| Saarlouis              | 60.052    |
| Sankt Wendel           | 42.876    |
| Trier                  | 64.012    |
| Wittlich               | 37.007    |
| Regierungsbezirk Trier | 591.562   |

### Provinz Sachsen
| Kreis                   | Einwohner |
| ----------------------- | --------- |
| Erfurt                  | 64.586    |
| Heiligenstadt           | 36.705    |
| Langensalza             | 34.764    |
| Mühlhausen (Thür.)      | 50.640    |
| Nordhausen              | 62.935    |
| Schleusingen            | 38.199    |
| Weißensee               | 26.818    |
| Worbis                  | 39.883    |
| Ziegenrück (in Ranis)   | 14.823    |
| Regierungsbezirk Erfurt | 369.353   |

| Stadtkreis                                                      | Einwohner |
| --------------------------------------------------------------- | --------- |
| Magdeburg                                                       | 114.509   |
| Kreis (ggf. Sitz)                                               | Einwohner |
| Aschersleben (in Quedlinburg)                                   | 62.610    |
| Calbe (Saale)                                                   | 75.451    |
| Gardelegen                                                      | 49.526    |
| Halberstadt                                                     | 57.993    |
| Jerichow I (in Loburg)                                          | 64.797    |
| Jerichow II (in Genthin)                                        | 52.920    |
| Neuhaldensleben                                                 | 50.008    |
| Oschersleben (Bode)                                             | 45.596    |
| Osterburg                                                       | 44.998    |
| Salzwedel                                                       | 50.185    |
| Stendal                                                         | 48.830    |
| Wanzleben                                                       | 66.768    |
| Wernigerode, Grafschaft Wernigerode vgl. Grafschaft Wernigerode | 21.659    |
| Wolmirstedt                                                     | 48.741    |
| Regierungsbezirk Magdeburg                                      | 854.591   |

| Kreisfreie Stadt                      | Einwohner |
| ------------------------------------- | --------- |
| Halle a. d. Saale                     | 52.620    |
| Kreis (ggf. Sitz)                     | Einwohner |
| Bitterfeld                            | 48.189    |
| Delitzsch                             | 57.460    |
| Eckartsberga (in Kölleda)             | 39.280    |
| Liebenwerda                           | 43.968    |
| Mansfelder Gebirgskreis (in Mansfeld) | 43.324    |
| Mansfelder Seekreis (in Eisleben)     | 66.394    |
| Merseburg                             | 63.693    |
| Naumburg                              | 26.708    |
| Querfurt                              | 53.780    |
| Saalkreis (in Halle (Saale))          | 61.679    |
| Sangerhausen                          | 66.747    |
| Schweinitz (in Herzberg (Elster))     | 40.879    |
| Torgau                                | 55.145    |
| Weißenfels                            | 67.673    |
| Wittenberg                            | 50.525    |
| Zeitz                                 | 41.166    |
| Regierungsbezirk Merseburg            | 879.230   |

### Provinz Schlesien
| Kreisfreie Stadt                    | Einwohner |
| ----------------------------------- | --------- |
| Breslau                             | 207.997   |
| Kreis (ggf. Sitz)                   | Einwohner |
| Breslau                             | 68.927    |
| Brieg                               | 55.172    |
| Frankenstein                        | 49.847    |
| Glatz                               | 60.407    |
| Guhrau                              | 36.694    |
| Habelschwerdt                       | 58.720    |
| Militsch                            | 55.802    |
| Münsterberg                         | 33.434    |
| Namslau                             | 37.318    |
| Neumarkt i. Schles.                 | 56.446    |
| Neurode                             | 48.530    |
| Nimptsch                            | 30.181    |
| Oels                                | 64.559    |
| Ohlau                               | 55.020    |
| Reichenbach (Eulengebirge)          | 66.004    |
| Schweidnitz                         | 82.016    |
| Steinau                             | 24.031    |
| Strehlen                            | 33.791    |
| Striegau                            | 36.356    |
| Trebnitz                            | 52.530    |
| Waldenburg                          | 99.452    |
| Wartenberg (in Polnisch Wartenberg) | 52.195    |
| Wohlau                              | 49.155    |
| Regierungsbezirk Breslau            | 1.414.584 |

| Kreis (ggf. Sitz)           | Einwohner |
| --------------------------- | --------- |
| Bolkenhain                  | 32.401    |
| Bunzlau                     | 57.499    |
| Freystadt (Niederschles.)   | 50.907    |
| Glogau                      | 74.237    |
| Görlitz                     | 88.712    |
| Goldberg-Haynau (in Haynau) | 49.695    |
| Grünberg (Schles.)          | 51.385    |
| Hirschberg (Riesengebirge)  | 63.189    |
| Hoyerswerda                 | 31.143    |
| Jauer                       | 33.601    |
| Landeshut (Schles.)         | 45.781    |
| Lauban                      | 64.988    |
| Liegnitz                    | 73.201    |
| Löwenberg                   | 67.037    |
| Lüben                       | 33.277    |
| Rothenburg (Oberlaus.)      | 51.374    |
| Sagan                       | 54.814    |
| Schönau                     | 26.082    |
| Sprottau                    | 33.697    |
| Regierungsbezirk Liegnitz   | 983.020   |

| Kreis (ggf. Sitz)           | Einwohner |
| --------------------------- | --------- |
| Beuthen                     | 234.895   |
| Cosel                       | 64.984    |
| Falkenberg (O. S.)          | 40.585    |
| Groß Strehlitz              | 61.264    |
| Grottkau                    | 44.279    |
| Kreuzburg (O. S.)           | 42.043    |
| Leobschütz                  | 82.474    |
| Lublinitz                   | 45.326    |
| Neiße                       | 93.315    |
| Neustadt (O. S.)            | 86.315    |
| Oppeln                      | 102.099   |
| Pleß                        | 90.131    |
| Ratibor                     | 116.517   |
| Rosenberg                   | 46.886    |
| Rybnik                      | 74.121    |
| Tost-Gleiwitz (in Gleiwitz) | 84.329    |
| Regierungsbezirk Oppeln     | 1.309.563 |

### Provinz Schleswig-Holstein
Nach der Annexion der Herzogtümer Schleswig und Holstein 1866 mit der Errichtung der Provinz Schleswig-Holstein wurden zunächst die beiden Regierungsbezirke Schleswig und Holstein gegründet. Diese wurde in den Stadtkreis Altona im Regierungsbezirk Holstein und Kreise eingeteilt. Am 1. Oktober 1868 wurde der Regierungsbezirk Holstein in den Regierungsbezirk Schleswig eingegliedert. Damit bestand die Provinz Schleswig-Holstein nur aus dem Regierungsbezirk Schleswig. Dieser gliederte sich in den Stadtkreis Altona und Kreise.
| Stadtkreis                     | Einwohner |
| ------------------------------ | --------- |
| Altona                         | 83.143    |
| Kreis (ggf. Sitz)              | Einwohner |
| Appenrade                      | 29.129    |
| Eckernförde                    | 45.183    |
| Eiderstedt (in Tönning)        | 17.470    |
| Flensburg                      | 62.514    |
| Hadersleben                    | 60.385    |
| Husum                          | 35.597    |
| Kiel                           | 66.859    |
| Norderdithmarschen (in Heide)  | 35.620    |
| Oldenburg (Holst.) (in Cismar) | 46.541    |
| Pinneberg                      | 59.898    |
| Plön                           | 52.279    |
| Rendsburg                      | 42.946    |
| Schleswig                      | 60.736    |
| Segeberg                       | 42.220    |
| Sonderburg                     | 34.239    |
| Steinburg (in Itzehoe)         | 60.601    |
| Stormarn (in Schloss Reinbek)  | 62.534    |
| Süderdithmarschen (in Meldorf) | 39.579    |
| Tondern                        | 58.450    |
| Regierungsbezirk Schleswig     | 995.873   |

Am 1. Juli 1876 wurde das Herzogtum Lauenburg in die preußische Provinz Schleswig-Holstein eingegliedert und es wurde zum Kreis Herzogtum Lauenburg mit Sitz der Kreisverwaltung in Ratzeburg umgewandelt.

### Provinz Westfalen
| Kreis (ggf. Sitz)               | Einwohner |
| ------------------------------- | --------- |
| Altena                          | 54.984    |
| Arnsberg                        | 36.909    |
| Bochum                          | 148.716   |
| Brilon                          | 38.105    |
| Dortmund                        | 137.109   |
| Hagen                           | 109.215   |
| Hamm                            | 59.612    |
| Iserlohn                        | 53.350    |
| Lippstadt                       | 34.757    |
| Meschede                        | 33.627    |
| Olpe                            | 30.949    |
| Siegen                          | 59.779    |
| Soest                           | 48.914    |
| Wittgenstein (in Bad Berleburg) | 19.789    |
| Regierungsbezirk Arnsberg       | 865.815   |

| Kreis                   | Einwohner |
| ----------------------- | --------- |
| Bielefeld               | 59.168    |
| Büren                   | 35.441    |
| Halle (Westf.)          | 27.840    |
| Herford                 | 68.795    |
| Höxter                  | 49.022    |
| Lübbecke                | 47.593    |
| Minden                  | 72.672    |
| Paderborn               | 40.362    |
| Warburg                 | 31.061    |
| Wiedenbrück             | 41.601    |
| Regierungsbezirk Minden | 473.555   |

| Kreisfreie Stadt             | Einwohner |
| ---------------------------- | --------- |
| Münster (Westf.)             | 24.821    |
| Kreis (ggf. Sitz)            | Einwohner |
| Ahaus                        | 35.752    |
| Beckum                       | 39.018    |
| Borken                       | 40.342    |
| Coesfeld                     | 40.530    |
| Lüdinghausen                 | 38.724    |
| Münster                      | 45.469    |
| Recklinghausen               | 52.892    |
| Steinfurt (in Burgsteinfurt) | 44.493    |
| Tecklenburg                  | 45.657    |
| Warendorf                    | 28.102    |
| Regierungsbezirk Münster     | 435.805   |

## Fürstentum Reuß älterer Linie
Im Jahr 1871 bei der Gründung des Deutschen Kaiserreichs bestand das Fürstentum Reuß ältere Linie aus dem Landratsamt Greiz. In der Exklave Burgk hatte das Justizamt Burgk einen Teil der Befugnisse des Landratsamtes. Das Landratsamt entsprach einem Kreis.
| Landratsamt               | Einwohner |
| ------------------------- | --------- |
| Burgk, Amtsgerichtsbezirk | 5.097     |
| Greiz                     | 39.997    |

## Fürstentum Reuß jüngerer Linie
Die Landratsämter entsprachen Kreisen.
| Landratsamt | Einwohner |
| ----------- | --------- |
| Ebersdorf   | 48.311    |
| Gera        | 40.721    |

## Königreich Sachsen
Das Königreich Sachsen gliederte sich 1871 in 4 Kreisdirektionen. Diese wurden in Amtshauptmannschaften unterteilt. Die Kreisdirektionen entsprachen Regierungsbezirken und die Amtshauptmannschaften Kreisen. Alle Städte gehörten den Amtshauptmannschaften an, somit gab es damals keine kreisfreie Städte.
| Amtshauptmannschaft    | Einwohner |
| ---------------------- | --------- |
| Bautzen                | 162.862   |
| Löbau                  | 167.271   |
| Kreisdirektion Bautzen | 330.133   |

| Amtshauptmannschaft    | Einwohner |
| ---------------------- | --------- |
| Dresden                | 321.455   |
| Freiberg               | 129.613   |
| Meißen                 | 122.328   |
| Pirna                  | 104.275   |
| Kreisdirektion Dresden | 677.671   |

| Amtshauptmannschaft    | Einwohner |
| ---------------------- | --------- |
| Döbeln                 | 110.992   |
| Grimma                 | 108.319   |
| Leipzig                | 258.644   |
| Rochlitz               | 111.422   |
| Kreisdirektion Leipzig | 589.377   |

| Amtshauptmannschaft (ggf. Sitz)    | Einwohner |
| ---------------------------------- | --------- |
| Chemnitz                           | 262.197   |
| Forchheim (in Annaberg)            | 141.745   |
| Herrschaft Schönburg (in Glauchau) | 131.328   |
| Plauen/Vogtl.                      | 202.881   |
| Zwickau                            | 220.912   |
| Kreisdirektion Zwickau             | 959.063   |

## Herzogtum Sachsen-Altenburg
Das Herzogtum Sachsen-Altenburg gliederte sich in 2 Kreise. Es gab keine kreisfreien Städte.
| Kreis (ggf. Sitz)       | Einwohner |
| ----------------------- | --------- |
| Ostkreis (in Altenburg) | 94.502    |
| Westkreis (in Roda)     | 47.620    |

## Herzogtum Sachsen-Coburg und Gotha
Das Herzogtum Sachsen-Coburg und Gotha gliederte sich 1871 in die beiden Teile Herzogtum Coburg und Herzogtum Gotha. Es gliederte sich in Immediatstädte und Landratsämter. Die Immediatstädte entsprachen kreisfreien Städten und die Landratsämter Kreisen.
| Immediatstadt        | Einwohner |
| -------------------- | --------- |
| Coburg               | 12.819    |
| Königsberg (Franken) | 963       |
| Neustadt bei Coburg  | 3.207     |
| Rodach               | 1.795     |
| Landratsamt          | Einwohner |
| Coburg               | 32.925    |
| Landesteil           | Einwohner |
| Herzogtum Coburg     | 51.709    |
| Immediatstadt        | Einwohner |
| Gotha                | 20.591    |
| Ohrdruf              | 5.562     |
| Waltershausen        | 4.248     |
| Landratsamt          | Einwohner |
| Gotha                | 35.908    |
| Ohrdruf              | 27.080    |
| Waltershausen        | 29.241    |
| Landesteil           | Einwohner |
| Herzogtum Gotha      | 122.630   |

## Herzogtum Sachsen-Meiningen
Das Herzogtum Sachsen-Meiningen gliederte sich in Kreise. Es gab keine kreisfreien Städte.
| Kreis          | Einwohner |
| -------------- | --------- |
| Hildburghausen | 50.725    |
| Meiningen      | 52.632    |
| Saalfeld       | 47.310    |
| Sonneberg      | 37.217    |

## Großherzogtum Sachsen-Weimar-Eisenach
Das Großherzogtum Sachsen-Weimar-Eisenach wurde in Verwaltungsbezirke eingeteilt. Diese entsprachen Kreisen.
| Verwaltungsbezirk                          | Einwohner |
| ------------------------------------------ | --------- |
| I. Verwaltungsbezirk (Weimar)              | 76.497    |
| II. Verwaltungsbezirk (Apolda)             | 74.882    |
| III. Verwaltungsbezirk (Eisenach)          | 48.461    |
| IV. Verwaltungsbezirk (Dermbach)           | 35.837    |
| V. Verwaltungsbezirk (Neustadt a. d. Orla) | 50.506    |

## Fürstentum Schaumburg-Lippe
Das Fürstentum Schaumburg-Lippe gliederte sich 1871 in die Städte Bückeburg und Stadthagen und die 4 Ämter Bückeburg, Arensburg, Stadthagen und Hagenburg. Die Städte entsprachen kreisfreien Städten.
| Stadt      | Einwohner |
| ---------- | --------- |
| Bückeburg  | 4.686     |
| Stadthagen | 2.579     |
| Amt        | Einwohner |
| Arensburg  | [ 22 ]    |
| Bückeburg  | [ 23 ]    |
| Hagenburg  | 6.458     |
| Stadthagen | 8.039     |

## Fürstentum Schwarzburg-Rudolstadt
Das Fürstentum Schwarzburg-Rudolstadt gliederte sich bei der Gründung des Deutschen Reiches 1871 in die Ober- und Unterherrschaft. Es war in Landratsämter eingeteilt. Alle Städte gehörten den Landratsämtern an. Die Landratsämter entsprachen Kreisen.
| Oberherrschaft  | Einwohner |
| --------------- | --------- |
| Oberherrschaft  | 59.013    |
| Landratsamt     | Einwohner |
| Königsee        | 27.118    |
| Rudolstadt      | 31.895    |
| Unterherrschaft | Einwohner |
| Unterherrschaft | 16.510    |
| Landratsamt     | Einwohner |
| Frankenhausen   | 16.510    |

## Fürstentum Schwarzburg-Sondershausen
Das Fürstentum Schwarzburg-Sondershausen gliederte sich in Verwaltungsbezirke. Diese entsprachen Kreisen.
| Oberherrschaft    | Einwohner |
| ----------------- | --------- |
| Oberherrschaft    | 30.234    |
| Verwaltungsbezirk | Einwohner |
| Arnstadt          | 16.333    |
| Gehren            | 13.901    |
| Unterherrschaft   | Einwohner |
| Unterherrschaft   | 36.957    |
| Verwaltungsbezirk | Einwohner |
| Ebeleben          | 15.855    |
| Sondershausen     | 21.102    |

## Fürstentum Waldeck und Pyrmont
Das Fürstentum Waldeck und Pyrmont wurde in Kreise eingeteilt. Es gab keine kreisfreien Städte.
| Kreis (ggf. Sitz)              | Einwohner |
| ------------------------------ | --------- |
| der Eder (in Nieder-Wildungen) | 14.862    |
| des Eisenberges (in Korbach)   | 16.575    |
| der Twiste (in Arolsen)        | 17.199    |
| Pyrmont                        | 7.588     |

## Königreich Württemberg
Das Königreich Württemberg gliederte sich bei der Gründung des Deutschen Kaiserreichs 1871 in Kreise. Die Kreise teilten sich in die Stadt Stuttgart, die keinem Oberamt angehörte und Oberämter auf. Die Kreise entsprachen Regierungsbezirken, die Stadt Stuttgart einer kreisfreien Stadt und die Oberämter Kreisen.
| Oberamt    | Einwohner |
| ---------- | --------- |
| Biberach   | 31.624    |
| Blaubeuren | 18.241    |
| Ehingen    | 25.469    |
| Geislingen | 28.664    |
| Göppingen  | 36.304    |
| Kirchheim  | 26.426    |
| Laupheim   | 24.966    |
| Leutkirch  | 23.276    |
| Münsingen  | 23.570    |
| Ravensburg | 32.288    |
| Riedlingen | 26.669    |
| Saulgau    | 25.987    |
| Tettnang   | 21.474    |
| Ulm        | 47.943    |
| Waldsee    | 24.176    |
| Wangen     | 19.838    |
| Donaukreis | 436.887   |

| Oberamt (ggf. Sitz)         | Einwohner |
| --------------------------- | --------- |
| Aalen                       | 27.157    |
| Crailsheim                  | 24.732    |
| Ellwangen                   | 30.666    |
| Gaildorf                    | 24.614    |
| Gerabronn                   | 29.158    |
| Gmünd (in Schwäbisch Gmünd) | 29.524    |
| Hall (in Schwäbisch Hall)   | 28.038    |
| Heidenheim                  | 35.161    |
| Künzelsau                   | 28.984    |
| Mergentheim                 | 28.763    |
| Neresheim                   | 21.727    |
| Öhringen                    | 30.810    |
| Schorndorf                  | 24.899    |
| Welzheim                    | 20.481    |
| Jagstkreis                  | 384.714   |

| Stadt                                | Einwohner |
| ------------------------------------ | --------- |
| Stuttgart                            | 91.623    |
| Oberamt (ggf. Sitz)                  | Einwohner |
| Backnang                             | 27.699    |
| Besigheim                            | 25.487    |
| Böblingen                            | 25.152    |
| Brackenheim                          | 23.604    |
| Cannstatt                            | 33.407    |
| Esslingen                            | 34.514    |
| Heilbronn                            | 38.256    |
| Leonberg                             | 29.097    |
| Ludwigsburg                          | 36.471    |
| Marbach                              | 26.377    |
| Maulbronn                            | 22.371    |
| Neckarsulm                           | 29.030    |
| Amtsoberamt Stuttgart (in Stuttgart) | 33.916    |
| Vaihingen                            | 21.640    |
| Waiblingen                           | 25.470    |
| Weinsberg                            | 24.636    |
| Neckarkreis                          | 548.750   |

| Oberamt          | Einwohner |
| ---------------- | --------- |
| Balingen         | 33.030    |
| Calw             | 27.705    |
| Freudenstadt     | 29.197    |
| Herrenberg       | 21.845    |
| Horb             | 20.589    |
| Nagold           | 25.683    |
| Neuenbürg        | 24.014    |
| Nürtingen        | 26.755    |
| Oberndorf        | 23.739    |
| Reutlingen       | 36.374    |
| Rottenburg       | 27.637    |
| Rottweil         | 30.450    |
| Spaichingen      | 18.664    |
| Sulz             | 18.392    |
| Tübingen         | 31.654    |
| Tuttlingen       | 24.765    |
| Urach            | 27.667    |
| Schwarzwaldkreis | 448.133   |